# Zorin OS
Zorin OS，是一个基于Ubuntu的Linux发行版。其目的是尽可能的模拟Windows的操作习惯，让用户可以方便地使用。

## 特点
为了让Windows用户更方便的使用，Zorin操作系统预装了Wine。

### 軟體
因Zorin OS是基於Ubuntu開發的，所以也使用deb軟體包格式，並與Ubuntu相容。另外Zorin還有內建的軟體商店。

### 外觀
Zorin有自己特有的Zorin Look Changer，该软件可以用来方便的切换桌面的外观，比如切换成Windows的外观、Ubuntu的外觀或Mac外观。但Lite版只提供Windows的外觀

### 桌面環境
除Lite版以Xfce預設桌面環境外，其餘版本皆是使用GNOME。

### 瀏覽器
Zorin OS默认的浏览器为FireFox（僅部分版本）。同时Zorin OS提供了一个浏览器管理工具，即Zorin Web Browser Manager，可方便的安装/卸載浏览器。

### 其它
Zorin內建有Office套裝程式、多媒體播放程式等常用軟體，一般也無需下載安裝網卡、音效卡等硬體設備的驅動（但部份顯示卡需要額外下載的驅動程式，且不一定能用套件庫中所提供的版本）。

## 歷史與發展過程
Zorin是由Artyom和Kyrill兩人所創。首個版本Zorin OS 1於2009年7月1日發布。它以Ubuntu為開發基礎，並模仿了Windows7的介面。和Ubuntu每六個月便會發布一個新版的升級策略不同，Zorin的升級是較為穩健的。Zorin的開發目的是為了使Windows用戶更容易使用Linux。
Zorin是建基於Ubuntu的長期支援版：不論其軟體格式（deb）還是軟體管理與安裝系統。

## 各界評價

### 正面評價
1. 易用性和熟悉感

Zorin OS 提供類似 Windows 和 macOS 的操作佈局，讓從這些系統過渡的用戶能夠快速上手。Pro 版提供多種桌面佈局選擇，如 macOS 和 Windows 11，這使得新手用戶感到親切01。
1. 現代化設計與穩定性

Zorin OS 擁有精美的視覺效果，流暢的動畫和精緻的圖標設計，並基於 Ubuntu 提供強大的穩定性和硬體兼容性2。
1. 低資源需求與舊設備兼容

Zorin OS Lite 版使用 XFCE 桌面環境，這使得它能夠在舊設備或資源有限的系統上運行，深受用戶喜愛3。
1. 功能齊全且安全

Zorin OS 提供了豐富的預裝應用，並且持續獲得來自 Ubuntu 的最新安全更新，適合各種用戶需求45。

### 負面評價
1. Pro 版需額外付費

儘管 Zorin OS Core 和 Lite 版本免費，但 Pro 版的 39 歐元價格可能對部分用戶來說偏高。某些功能的限制使得免費版本不夠全面6。
1. 高級功能對普通用戶的吸引力有限

Zorin OS Pro 版的高級功能（如多種桌面佈局切換和 3D 視窗切換）對於普通用戶來說可能過於繁瑣或不必要7。
1. 資源需求對高版本系統稍高

Core 和 Pro 版本基於 GNOME 桌面環境，對於低性能設備來說，可能不如 Zorin OS Lite 輕量級版本那麼適合8。

### 結論
Zorin OS 對新手用戶或從 Windows 過渡到 Linux 的人群尤其合適，其設計簡潔且易於使用。而如果系統硬體較為老舊或資源有限，Zorin OS Lite 則是更理想的選擇。Pro 版則適合對進階功能有需求或願意支持該項目的用戶。

## 版本比較
| 特性             | Zorin OS Pro                           | Zorin OS Core              | Zorin OS Lite      | Zorin OS Education                         |
| ---------------- | -------------------------------------- | -------------------------- | ------------------ | ------------------------------------------ |
| **定位**         | 高級版，功能全面                       | 標準版，適合日常使用       | 輕量級，適合舊硬體 | 教育版，適合學校與學生                     |
| **價格**         | 39 歐元                                | 免費                       | 免費               | 免費                                       |
| **桌面佈局**     | 多達 8 種（如 Windows XP、Windows 11） | 4 種（Windows/macOS 樣式） | 2 種（簡約設計）   | 4 種（類似 Core）                          |
| **桌面環境**     | GNOME                                  | GNOME                      | Xfce               | GNOME                                      |
| **硬體需求**     | 高                                     | 中                         | 低                 | 中                                         |
| **預裝應用程式** | 更多創意與生產力工具                   | 標準工具                   | 輕量工具           | 包含教育相關工具（如 Stellarium、Scratch） |
| **適合場景**     | 高效工作與創意開發                     | 一般使用                   | 舊電腦、低配硬體   | 學校、教育機構                             |
| **效能表現**     | 高效但資源需求略高                     | 標準表現                   | 極輕量             | 標準表現                                   |

### 硬體需求
| 版本                                | CPU                          | 記憶體       | 硬碟空間 | 顯示解析度      |
| ----------------------------------- | ---------------------------- | ------------ | -------- | --------------- |
| **Zorin OS Pro / Core / Education** | 雙核 64 位元處理器           | 4GB 或以上   | 20GB     | 1024×768 或更高 |
| **Zorin OS Lite**                   | 單核 64 位元或 32 位元處理器 | 512MB 或以上 | 8GB      | 800×600 或更高  |

### 使用建議
- **Zorin OS Pro**：適合需要高效工作和更多桌面佈局的專業用戶，適合對創意工具和額外功能有需求的用戶。
- **Zorin OS Core**：適合日常使用，免費且功能全面，適合普通用戶和新手。
- **Zorin OS Lite**：適合復活舊電腦或用於低硬體資源設備，非常適合老舊電腦。
- **Zorin OS Education**：適合教育機構和學生，內建豐富的教育工具。

## 發布歷史
| 版本 | 發布日期   |
| ---- | ---------- |
| 1.0  | 2009-07-01 |
| 2.0  | 2010-01-01 |
| 3.0  | 2010-06-10 |
| 4.0  | 2010-12-22 |
| 5.0  | 2011-06-06 |
| 6.0  | 2012-06-18 |
| 7.0  | 2013-06-10 |
| 8.0  | 2014-01-27 |
| 9.0  | 2014-07-11 |
| 10.0 | 2015-08-01 |
| 11.0 | 2016-02-03 |
| 12.0 | 2016-11-18 |
| 15.0 | 2019-06-05 |
| 16.0 | 2021-08-17 |
| 17.0 | 2023-12-20 |

| 最新版本 | 類型   | 發布日期  |
| -------- | ------ | --------- |
| 17.2     | 正式版 | 2024-9-19 |

## 外部連結
- Zorin官網（英文） （页面存档备份，存于）
  - 官網下載（英文） （页面存档备份，存于）
  - 系統要求（英文） （页面存档备份，存于）
  - 官方blog（英文） （页面存档备份，存于）
- 發布信息